# Nicolas Thyrel de Boismont
Pour les articles homonymes, voir Boismont.
Nicolas Thyrel de Boismont, né en 1715 près de Rouen (ou à Bosc-Bénard-Commin) et mort le 20 décembre 1786 à Paris, est un prêtre et prédicateur français , membre de l'Académie française.

## Biographie
Issu d'une famille de la noblesse normande, il est le fils cadet de Jean Thirel, chevalier, sieur de Boismont, puis de Bosc Benard Commin, mousquetaire du roi, et de Françoise Carrey.
Destiné à la prêtrise, il devient clerc en 1730, puis est nommé en 1744, chanoine de la cathédrale de Rouen. Il est alors maître ès arts et bachelier de l'Université de Paris . 
En 1748, il devient docteur en théologie du collège de Navarre .
Ses prédispositions pour l'éloquence incitent ses amis à lui suggérer de quitter Rouen, pour exercer à Paris, ses talents en matière de prédication, ce qu'il fait en 1749 . 
À Paris, sa réputation grandit assez vite par une imagination brillante, une connaissance fine des caractères, des passions et des mœurs, l'éclat des pensées, l'élégance de ses expressions.
Prédicateur illustre en son temps et parfois véritablement éloquent, mais plus élégant que profond, l'abbé de Boismont devient, après être parti pour Paris en 1749, prédicateur ordinaire du Roi Louis XV. 
En 1750, Il prononce le panégyrique de Saint Louis et par la suite un grand nombre d'oraisons funèbres, dont, au nom de l'académie française, celles du Dauphin, de la Reine Marie Leszczynska, du Roi Louis XV et de Marie-Thérèse d'Espagne.
En 1751, il prêche l'avent et le carême aux Quinze-vingts et aux Enfants rouges.
Son talent le faisait remarquer petit à petit lorsqu’un trait d’esprit, ou un hasard, fonda sa renommée : prêchant devant un auditoire plus distingué que sérieux sur la conversion de Madeleine, il décrivit longuement la vie mondaine de la pécheresse et, arrivé au second point où il devait exposer la contrepartie de sa vie pénitente, il resta court et descendit de la chaire. « Le talent de M. de Boismont, dit de Barrante, se montra surtout dans l’adresse avec laquelle il capitula avec la philosophie. Il semble toujours lui demander la permission de laisser parler la religion : il abonde en précautions oratoires ; sa morale est d’une tolérance et même d’une complaisance qui sont très curieuses à observer. Il est habituellement correct, ingénieux, riche en expressions fines ; quelquefois… son style s’élève et finit par être éloquent… ». 
En 1756, il résigne son canonicat de Rouen pour devenir chanoine honoraire .
En 1757, il devient abbé commendataire de l'abbaye de Grestain et le reste jusqu'à sa mort.
À la même époque, il achète à la duchesse de Chaulnes la seigneurie du Landin, où il se fait construire, au bord de la Seine, une demeure seigneuriale. Marie-Thérèse de La Ferté-Imbault, par ses étés passés au château de Mauny, évoque leur amitié fondée sur ce voisinage.
En 1782, il s'illustre en prêchant pour l'établissement à Paris d'un hospice destiné aux militaires en grade et aux ecclésiastiques malades. La quête faite à la suite de son prêche rapporte 150 000 livres, qui permettent la fondation de l'hospice, à Montrouge .
Il fréquente les philosophes et le salon de Julie de Lespinasse, dont il est l'ami. Il ne dédaigne pas de participer à des pièces de théâtre données en privé. 
Il fut vicaire général d'Amiens et prieur de Lihons.   

### Membre de l'Académie Française
En 1754, il est candidat à l'Académie Française, mais n'obtient que 9 voix face à d'Alembert, soutenu par la duchesse d'Aiguillon et Madame du Deffand, qui est élu avec 14 voix.
En 1755, le soutien et l'influence de sa protectrice, la duchesse de Chaulnes, l'aident à se faire élire, à son tour, membre de l'Académie française 
« Il peut être classé, dit l'Académie, parmi les académiciens de boudoir. » Le sujet de son discours de réception à l’Académie : De la nécessité d’orner les vérités évangéliques montre qu’il se faisait de la prédication un autre idéal que les Bridaine et les Beauregard. 
En 1778, il est l'un des rares ecclésiastiques, avec l'abbé Millot, à assister à la visite de Voltaire à l'Académie. 
Après sa mort, son panégyrique est prononcé pas son successeur au quarantième fauteuil de l'Académie française, Claude Carloman de Rulhière.
Ses Œuvres oratoires complètes ont été publiées en 1854 par l'abbé Migne dans sa Collection intégrale et universelle des orateurs sacrés du premier et du second ordre .

## Œuvres
- Discours prononcés dans l'Académie française, le samedi 25 octobre 1755, à la réception de M. l'abbé de Boismont (par le récipiendaire et l'abbé Alary), Paris, Brunet, 1755
- Lettres secrètes, sur l'état actuel de la religion et du clergé de France, à M. le marquis de..., ancien mestre de camp de cavalerie, retiré dans ses terres, [S. l. n. n.], 1781-1783
- Œuvres oratoires complètes, Éd. J.-P. Migne, Petit-Montrouge, imp. catholique, 1854
- Oraison funèbre de Louis XV, roi de France et de Navarre, surnommé le Bien-Aimé, prononcée dans la chapelle du Louvre le 30 juillet 1774, Paris, Demonville, 1774
- Oraison funèbre de... Marie Leczinska, reine de France et de Navarre, prononcée dans la chapelle du Louvre, le 22 novembre 1768, Paris, Regnard, 1768
- Oraison funèbre de... Marie-Thérèse, archiduchesse d'Autriche, impératrice douairière... prononcée dans la chapelle du Louvre le 1er juin 1781... , Paris, Demonville, 1781
- Oraison funèbre de... Mgr Louis Dauphin, prononcée dans la chapelle du Louvre le 6 mars 1766, Paris, Regnard, 1766
- Panégyrique de saint Louis, prononcé dans la chapelle du Louvre... le 25 août 1750, Paris, B. Brunet, 1750
- Suite des Lettres secrètes sur l'état actuel de la religion et du clergé de France, à M. le marquis de ***, ancien mestre de camp de cavalerie, retiré dans ses terres, [s. l. n. d.]

## Pour approfondir